# Cupid Never Ages
Cupid Never Ages è un cortometraggio muto del 1913 diretto da Allan Dwan

## Produzione
Il film fu prodotto dall'American Film Manufacturing Company come Flying A.

## Distribuzione
Distribuito dalla Mutual Film, il film - un cortometraggio in una bobina - uscì nelle sale cinematografiche statunitensi il 24 marzo 1913.